# Сводна
Сводна је насељено мјесто у општини Нови Град, Република Српска, БиХ. Према попису становништва из 2013. године, у насељу је живио 1.041 становник.

## Географија
Налази се у Поткозарју. Налази се на путу који води из Новог Града према Приједору и даље ка Бањој Луци.

## Образовање
У насељу се налази Основна школа „Драган Вујановић“.

## Становништво
| Националност       | 1991. | 1981. | 1971. | 1961. |
| Срби               | 1.230 | 1.173 | 1.360 | 1.635 |
| Југословени        | 10    | 95    | 10    | 1     |
| Муслимани          | 9     | 1     | 5     | 5     |
| Хрвати             | 5     | 7     | 10    | 6     |
| Црногорци          |       | 4     | 3     |       |
| Словенци           |       |       | 3     |       |
| Македонци          |       |       |       | 1     |
| остали и непознато | 10    | 5     | 4     | 2     |
| Укупно             | 1.264 | 1.285 | 1.395 | 1.650 |

| Демографија | Демографија | Демографија |
| Година      | Становника  | Становника  |
| ----------- | ----------- | ----------- |
| 1948.       | 1.579       |             |
| 1953.       | 1.685       |             |
| 1961.       | 1.650       |             |
| 1971.       | 1.395       |             |
| 1981.       | 1.285       |             |
| 1991.       | 1.264       |             |
| 2013.       | 1.041       |             |

## Знамените личности
- Ненад Сузић, професор и бивши министар просвјете Републике Српске